# Both Gábor
Both Gábor (Budapest, 1971. szeptember 19. –) író, költő, szerkesztő, fotós.

## Élete
1986-tól ír verseket. 1990-ben érettségizett Tatán, az Eötvös József Gimnáziumban. Első publikálása 1991-ben az Ifjúsági Magazinban történik versekkel. Első könyve 1997-ben jelent meg. A Vészhelyzet című tévésorozat megkönyvesítése. Ezt követően több fordításon is dolgozott. 2001-től a saját maga alapította FérfiMagazin főszerkesztője. Első saját könyve Gebriel Booth álnéven 2002-ben jelent meg. 2002-től főleg fotózással, lapok szerkesztésével, könyvek írásával és kiadásával foglalkozik. Első magánkiadású könyve 2007-ben jelent meg. 2008-tól az Interneten újra indította egykori magazinját online verzióban. Budapesten él, nőtlen.

## Könyvei
- 1997 – Vészhelyzet (JLX-kiadó)
- 1998 – Visszaszámlálás (Szukits-kiadó, fordítás, Raymond Benson James Bond-története)
- 1998 - Légicsapás (Beholder Kiadó, fordítás, Chris Stewart)
- 1999 - Kathrin, avagy az elveszett tavasz (K.u.K. Kiadó, fordítás, Hans Habe)
- 1999 - Vakmerő terv (Beholder Kiadó, fordítás, Philip Kerr)
- 2001 - Kaland a világ tetején (Beholder Kiadó, fordítás, Philip Kerr)
- 2002 - Bomba-gól (Pallas Antikvárium Kiadó)
- 2007 - Hogyan legyek modell? (Magánkiadás)
- 2008 - Hülye magyarok (Magánkiadás)
- Útmutató az élethez a Föld nevű bolygón. Anasztázia tanításai alapján; Emberiseg.hu, Lábatlan, 2014

## Fotózás
1986 óta foglalkozik fotózással, de komolyabban csak 1998-ban kezdte. 2001-ben és 2002-ben a FérfiMagazinban közel 400 fotója jelent meg. Ezt követően számos magazinban publikált írásokat és képeket. Szépségversenyeken fotózik, saját stúdióját 2005-ben rendezte be.